# مسجد صحابه
مسجد صحابه (عربی: مَسْجِد ٱلصَّحَابَة) یک مسجد در شهرستان مصوع در اریتره است. قدمت آن به اوایل قرن هفتم می‌رسد؛ که اعتقاد بر این است که اولین مسجد در آفریقا است. طبق گزارش‌ها توسط صحابه پیامبر اسلام محمد ساخته شده بود که برای فرار از آزار و اذیت توسط مردم حجاز
، شهر مکه، امروزی در عربستان سعودی، به این مکان آمده بودند. بنای کنونی مربوط سده‌های بعدی است زیرا که اندام‌هایی از مسجد مانند مناره (تا سده ۹ میلادی) و محراب (تا اواخر سده ۷ میلادی) در معماری اسلامی توسعه نیافته بودند.